# Шпильовий Василь Дмитрович
Василь Дмитрович Шпильовий  — радянський діяч, голова виконавчого комітету Глухівської та Білоцерківської окружних рад. Член ВУЦВК.

## Життєпис
Член РКП(б) з 1918 року.
У квітні 1929 — травні 1930 року — голова виконавчого комітету Глухівської окружної ради.
У травні — серпні 1930 року — голова виконавчого комітету Білоцерківської окружної ради.
На 1934 рік — відповідальний працівник Політичного сектору Народного комісаріату землеробства Української СРР.
Подальша доля невідома.